# Dussia mexicana
Dussia mexicana là một loài thực vật có hoa trong họ Đậu. Loài này được (Standl.) Harms miêu tả khoa học đầu tiên.